# Lưu Tùng Nhân
Lưu Tùng Nhân (tên tiếng Anh: Damian Lau Chung-yan; sinh ngày 14 tháng 10 năm 1949) là một nam diễn viên điện ảnh-truyền hình, giám đốc sản xuất và đạo diễn điện ảnh người Hồng Kông. Ông từng đóng trong nhiều phim truyền hình thuộc nhiều thể loại do hai đài TVB và ATV sản xuất.

## Sự nghiệp phim
| Năm  | Tựa đề                                     | Vai diễn                 | Ghi chú                                          |
| ---- | ------------------------------------------ | ------------------------ | ------------------------------------------------ |
| 1979 | Last Hurrah for Chivalry                   | Tsing Yi / Greeno        |                                                  |
| 1979 | Thần Đao - God Of Sabre                    | Đinh Bằng                |                                                  |
| 1980 | The Enigmatic Case                         | Lo Tin-kwan              |                                                  |
| 1980 | Beidou Xing                                |                          | đạo diễn kiêm diễn viên                          |
| 1983 | Zu - Warriors from the Magic Mountain      | Abbot Hsiao-yu           |                                                  |
| 1983 | Duel to the Death                          | Ching-wan                |                                                  |
| 1984 | Profile in Anger                           | Wong Kin-hang            |                                                  |
| 1986 | The Brave and the Coward                   |                          | director                                         |
| 1988 | School on Fire                             | Wan                      |                                                  |
| 1990 | The Story of My Son                        | Li Tzu-liang             |                                                  |
| 1991 | Inspector Pink Dragon                      | Teng Kuo-chiao           |                                                  |
| 1992 | The Thief of Time                          |                          |                                                  |
| 1992 | Shanghai Heroic Story                      | Ngai Ting-yim            |                                                  |
| 1992 | She Starts the Fire                        |                          | cameo                                            |
| 1992 | Lộc Đỉnh ký                                | Trần Cận Nam             |                                                  |
| 1992 | Lộc Đỉnh ký 2                              | Trần Cận Nam             |                                                  |
| 1993 | Murder                                     | Yau Lung                 |                                                  |
| 1993 | Holy Weapon                                | Mo Kake "Heaven's Sword" |                                                  |
| 1993 | Tân Tiên Hạc Thần Trâm                     | Yat Yeung-tze            |                                                  |
| 1993 | Executioners                               | Inspector Lau            |                                                  |
| 1993 | The Heroic Trio                            | Inspector Lau            |                                                  |
| 1994 | Tian Di                                    | Tai Chai-man             |                                                  |
| 1994 | What Price Survival / One Armed Swordman   | Wu An-kuo                |                                                  |
| 1994 | The New Legend of Shaolin                  | Chan Kan-nam             |                                                  |
| 1994 | Urban Cop                                  |                          | executive producer                               |
| 1995 | My Father Is a Hero                        | Yat-wah's boss           |                                                  |
| 1995 | Sea Eagles                                 | Liu Qingzong             |                                                  |
| 1996 | Best of the Best                           | Calvin Chan Lik-yeung    |                                                  |
| 1996 | First Option                               | Inspector Lau            |                                                  |
| 1996 | Ah Kam                                     | Lawyer                   |                                                  |
| 1997 | Lifeline                                   | Cheng Fu-shing           |                                                  |
| 1997 | Till Death Do Us Part                      |                          |                                                  |
| 2005 | New Born Living Strong                     | Professor Vincent Yu     |                                                  |
| 2006 | The Tokyo Trial                            | Mei Ju-ao                | Nominated – Golden Rooster Awards for Best Actor |
| 2008 | Three Kingdoms: Resurrection of the Dragon | Cao Cao                  | cameo                                            |
| 2010 | 14 Blades                                  | Zhao Shenyan             | vai khách mời                                    |
| 2015 | Sự chuyển mình hoa lệ                      | La Bân Hán               |                                                  |